# Еджисто Пандольфіні
Еджисто Пандольфіні (італ. Egisto Pandolfini, 19 лютого 1926, Ластра-а-Сінья — 29 січня 2019, Ластра-а-Сінья) — італійський футболіст, півзахисник.
Насамперед відомий виступами за клуби «Фіорентина» та «Рома», а також національну збірну Італії.

## Клубна кар'єра
Вихованець футбольної школи «Фіорентини». У дорослому футболі дебютував 1945 року виступами за головну команду цього клубу, в якій провів один сезон, взявши участь лише у 6 матчах чемпіонату.
Згодом з 1946 по 1948 рік грав у складі команд клубів «Емполі» та СПАЛ.
Своєю грою за останню команду знову привернув увагу представників тренерського штабу «Фіорентини», до складу якого повернувся 1948 року. Цього разу відіграв за «фіалок» наступні чотири сезони своєї ігрової кар'єри. Більшість часу, проведеного у складі «Фіорентини», був основним гравцем команди.
1952 року уклав контракт з клубом «Рома», у складі якого провів наступні чотири роки своєї кар'єри гравця. Граючи у складі «Роми» також здебільшого виходив на поле в основному складі команди.
Протягом 1956—1960 років захищав кольори клубів «Інтернаціонале» та, знову, СПАЛ.
Завершив професійну ігрову кар'єру у клубі «Емполі», у складі якого також вже виступав раніше. Прийшов до команди 1960 року, захищав її кольори до припинення виступів на професійному рівні у 1962.

## Виступи за збірну
1950 року дебютував в офіційних матчах у складі національної збірної Італії. Протягом кар'єри у національній команді, яка тривала 8 років, провів у формі головної команди країни 21 матч, забивши 9 голів.
У складі збірної був учасником футбольного турніру на Олімпійських іграх 1948 року у Лондоні, чемпіонату світу 1950 року у Бразилії, футбольного турніру на Олімпійських іграх 1952 року у Гельсінкі, а також чемпіонату світу 1954 року у Швейцарії.